# Gabriel Daniel
Gabriel Daniel (* 8. Februar 1649 in Rouen; † 23. Juni 1728 in Paris) war ein französischer Jesuit und Historiker.

## Leben
Gabriel Daniel trat dem Jesuitenorden im Alter von 18 Jahren bei. In seiner Laufbahn wurde er Superior in Paris.
Er ist am bekanntesten durch seine Histoire de France depuis l’établissement de la monarchie française (erste vollständige Ausgabe 1713), die 1720, 1721, 1725 und 1742 neu aufgelegt wurde, ein letztes Mal 1755–1760 mit Anmerkungen von Henri Griffet. Daniel selbst veröffentlichte eine Kurzfassung, eine weitere wurde 1751 von Dorival herausgegeben.
Obwohl voller Vorurteile, die seine Genauigkeit beeinträchtigten, hatte Daniel den Vorteil, wertvolle Originalquellen konsultieren zu können. Seine Histoire de la milice française etc. (1721) ist seiner Histoire de France überlegen. Daniel schrieb auch eine Antwort auf Pascals Lettres provinciales, mit dem Titel Entretiens de Cleanthe et d’Eudoxe sur les lettres provinciales (1694), zwei Abhandlungen über Descartes’ Theorie über die Intelligenz der niederen Tiere und andere Werke. Das erstgenannte Werk wurde allerdings im Jahr 1701 durch die römisch-katholische Glaubenskongregation auf den Index gesetzt.

## Werke
- Abrégé de l’histoire de France, depuis l’établissement de la monarchie françoise dans les Gaules, Paris, Libraires Associés, 1713.
- Abrégé de l’histoire de la milice françoise, Paris, Hôtel de Thou, 1773.
- Défense de saint Augustin contre un livre qui paroît depuis peu sous le nom de M. de Launoy : où l’on veut faire passer ce saint père pour un novateur, Paris, Le Clerc & Josse, 1704.
- Dissertation théologique sur la nécessité morale : et sur l’impuissance morale par rapport aux bonnes œuvres, Paris, Le Clerc, 1714.
- Entretiens de Cléandre et d’Eudoxe, sur Les lettres au provincial, Cologne [i.e. Rouen], Pierre Marteau, à l’Arbre-sec, 1697.
- Histoire apologétique de la conduite des Jésuites de la Chine, adressée a messieurs des missions étrangères, [S.l.s.n.], 1700.
- Histoire de France : depuis l’établissement de la monarchie françoise dans les Gaules, Amsterdam, Aux dépens de la Compagnie, 1720–1725.
  - Geschichte von Frankreich seit der Stiftung der fränkischen Monarchie in Gallien, 13 Bände, Nürnberg 1757–1762
- Histoire de la milice françoise e t des changemens qui s’y sont faits depuis l’établissement de la monarchie dans les Gaules jusqu’à la fin du règne de Louis le Grand, Paris, Denis Mariette, Jean-Baptiste Delespine&Jean-Baptiste Coignard fils,  1721, 2 Bände
- Lettre a une dame de qualité, où l’on examine jusqu’à quel point il est permis aux dames de raisonner sur les matières de religion Paris, Louis Coignard, 1715.
- Lettre de Mr. l’abbé *** à Eudoxe, touchant la nouvelle apologie des Lettres provinciales, Cologne, Pierre Marteau, à l’Arbre sec, 1698.
- Lettre du père D*** Jésuite au T.R.P. Antonin Cloche, général de l’ordre de S. Dominique, touchant le livre du Père Serry contre le Sieur de Launoy, & touchant une lettre imprimée contre les Jésuites, attribuée à ce religieux, [S.l.s.ns.d.].
- Lettres au R.P. Alexandre : dans lesquelles on fait le parallèle de la doctrine des thomistes avec celle des jésuites, sur la probabilité & sur la grâce, Cologne, [s.n.], 1698 après une édition en 1697 [s.n.s.l.s.d] [Rouen].
- Nouvelles difficultez proposées, Paris, Veuve de Simon Benard, 1693.
- Recueil de divers ouvrages philosophiques, théologiques, historiques, apologétiques & de critique, Paris, Mariette & Coignard, 1724.
- Remontrance à Monseigneur L’Archevesque de Reims sur son ordonnance du quinzième de Juillet 1697 : à l’occasion de deux thèses de théologie soutenuës dans le Collège des Jésuites de la mesme ville, les 5. & 17. de décembre 1696, [S.l. : s.n.], 1697.
- Réponse aux lettres provinciales de L. de Montalte, ou Entretiens de Cléandre et d’Eudoxe, Cologne [i.e. Rouen], Pierre Marteau, 1696.
- Réponse du P … D … a la lettre que le R.P. Serry, docteur, et premier professeur en théologie dans l’Université de Padoue, luy a écrite, [S.l.s.n.], 1705.
- Sauvez le roi quand même : et quelques autres maximes du jour, Paris, L’Huillier, 1816.
- Suite de la solution de divers problèmes, pour servir de réponse à la lettre du P. Daniel à monseigneur l’archevêque de Paris, Cologne, Pierre Marteau, 1700.
- Suite du Voyage du monde de Descartes, ou Nouvelles difficultez proposées a l’auteur du Voyage du monde de Descartes : avec la Réfutation de deux défenses du système général du monde de Descartes, Amsterdam, Mortier, 1693.
- Traité historique, : contenant le jugement d’un protestant, sur la théologie mystique, sur le quiétisme, & sur les démêlez de l’Évêque de Meaux avec l’Archevêque de Cambray, jusqu’à la bulle d’Innocent XII. & l’Assemblée provinciale de Paris, du 13. de may 1699. inclusivement. Avec le problème ecclésiastique contre l’Archevêque de Paris, [S.l.] : [s.n.], 1699.
- Traité théologique touchant l’efficacité de la grace : ou l’on examine ce qui est de foy sur ce sujet, & ce qui n’en est pas, ce qui est de saint Augustin, & ce qui n’en est pas, Paris, Le Clerc, 1705.
- Voiage du monde de Descartes, Amsterdam, Rodopi, 1970.